# Distretto di Caraș-Severin
Il distretto di Caraș-Severin (in romeno Județul Caraș-Severin , in serbo-croato Караш Северин'?, Karaš-Severin, in ungherese Krassó-Szörény) è uno dei 41 distretti della Romania situato nella parte sud-occidentale del paese nella regione storica del Banato.
Confina:
- a nord con il distretto di Timiș
- a est con i distretti di Hunedoara e Gorj
- a sud-est con il distretto di Mehedinți
- a sud con i distretti serbi di Bor e Braničevo a sud.
- a ovest con la provincia autonoma di Voivodina e il distretto del Banato Meridionale.

Riprende nel nome l'antico comitato ungherese di Krassó-Szörény, del quale ricalca grosso modo i confini.

## Centri principali
| Comune                  | Abitanti |
| ----------------------- | -------- |
| Reșița                  | 84 678   |
| Caransebeș              | 28 966   |
| Bocșa                   | 17 168   |
| Moldova Nouă            | 13 687   |
| Oravița                 | 13 154   |
| Oțelu Roșu              | 11 902   |
| Anina                   | 9 046    |
| Dati del 1º luglio 2007 |          |

## Geografia antropica

### Suddivisioni amministrative
Il distretto è composto da 2 municipi, 6 città e 69 comuni.

#### Municipi
- Reșița
- Caransebeș

#### Città
- Anina
- Băile Herculane
- Bocșa
- Moldova Nouă
- Oravița
- Oțelu Roșu

#### Comuni
- Armeniș
- Bănia
- Băuțar
- Berliște
- Berzasca
- Berzovia
- Bolvașnița
- Bozovici
- Brebu
- Brebu Nou
- Buchin
- Bucoșnița
- Carașova
- Cărbunari

- Ciclova Română
- Ciuchici
- Ciudanovița
- Constantin Daicoviciu
- Copăcele
- Cornea
- Cornereva
- Coronini
- Dalboșeț
- Doclin
- Dognecea
- Domașnea
- Eftimie Murgu
- Ezeriș

- Fârliug
- Forotic
- Gârnic
- Glimboca
- Goruia
- Grădinari
- Iablanița
- Lăpușnicel
- Lăpușnicu Mare
- Luncavița
- Lupac
- Marga
- Măureni
- Mehadia

- Mehadica
- Naidăș
- Obreja
- Ocna de Fier
- Păltiniș
- Pojejena
- Prigor
- Răcășdia
- Ramna
- Rusca Montană
- Sacu
- Sasca Montană
- Sichevița
- Slatina-Timiș

- Socol
- Șopotu Nou
- Târnova
- Teregova
- Ticvaniu Mare
- Topleț
- Turnu Ruieni
- Văliug
- Vărădia
- Vermeș
- Vrani
- Zăvoi
- Zorlențu Mare